# 博克施道夫戰役
博克施道夫戰役（Battle of Burkersdorf），是七年戰爭中普魯士與奧地利在1762年7月21日的戰役。以普軍勝利作結。

## 戰前形勢
1762年1月，俄國女沙皇伊丽莎白·彼得罗夫娜去世，其侄彼得三世上台。彼得三世對腓特烈大帝的武功崇拜得五體投地，5月，俄國和普魯士達成停戰協定，瑞典也跟著退出戰爭。普魯士總算去了兩個強敵。俄國沙皇彼得三世不僅不進攻普魯士，反過來命令切爾尼謝夫將軍率領2萬俄軍援助普魯士，在腓特烈的麾下對奧地利作戰。腓特烈只需要對付奧地利這個最堅決的敵人，但是這個敵人的總兵力仍然強於他，而且這時普軍官兵的素質，已經下降到危險的地步。道恩元帥82,000奧軍主力，和腓特烈72,000普軍之間爭奪的焦點，就在西里西亞境內的Schweidnitz要塞。腓特烈是個固執的人，他可以容忍首都柏林數度被佔領，但是拼了命也要保住西里西亞。
切爾尼謝夫的俄軍剛剛到達不久，7月18日消息傳來沙皇彼得三世在宮廷政變中被他的妻子葉卡捷琳娜推翻。切爾尼謝夫接到命令，要他不再援助腓特烈，領所部俄軍退出戰場。腓特烈他連夜找切爾尼謝夫密談，結果切爾尼謝夫被他說服，暫時把退兵的命令秘而不宣，應腓特烈要求，俄軍逗留三天，在這三天裏，仍然假裝在普魯士一邊作戰，實際是給腓特烈站腳助威，以牽制奧地利。而腓特烈要在這三天裏，利用俄軍虛張聲勢，取得一次勝利。因此，俄普聯軍火速開向道恩元帥駐軍的博克施道夫要塞，7月21日，博克施道夫戰役打響。

## 兩軍交鋒
奧地利要塞在聯軍南邊，依託一道山谷，戰線面向西北。腓特烈要俄軍在奧軍正面列陣，但是不用開火。普軍選擇了奧軍東北角奧凱利將軍據守的一個有限地段投入總攻，這裏是一個突出部，雖然地勢險要易守難攻，但是與奧軍主防線相對隔離，奧凱利只有5,000守軍。在戰前，道恩沒有料到普軍來得這麼快，分散了兵力，所以在博克施道夫營地的所有奧軍，也不過3萬人。普軍主力環繞這個突出部成半圓形展開。腓特烈把部隊分成幾個部分，各自交代不同的任務，幾個部分之間協同作戰，這是現代分進合擊作戰方式的第一次嘗試。後來這種方法在拿破崙的各次戰役中，被運用得淋漓盡致，尤其是烏爾姆戰役和耶拿戰役。
普魯士Wied將軍的軍在正東方向，首先強攻，擊潰了奧地利Brentano的軍。東北莫侖道夫和Knobloch將軍兩個旅在55門大炮掩護下正面進攻，同時莫侖道夫還領人從一條偏僻的山谷迂回，插入奧軍主陣地側翼。正北方向，曼陀菲爾旅也配合進攻，這樣三路普軍鉗形攻勢，迫使奧凱利撤出陣地，道恩指揮奧軍全線退卻。

## 戰後影響
此戰規模不大，奧軍損失兩千多人，普軍1,600人。但是在戰略上，這場戰役迫使道恩放棄了Schweidnitz要塞防務退回奧地利境內，1762年10月9日，Schweidnitz守軍1萬人投降，腓特烈終於收復西里西亞全境。而俄軍在完成虛張聲勢後也啟程回國。10月底，被廢的沙皇彼得三世死，俄國正式退出七年戰爭。奧地利明白單靠自己的力量，已經不足以壓倒普魯士收復西里西亞。1763年2月簽訂和約。

## 參看
- 七年战争